# Dunkerton and Tunley
Dunkerton and Tunley är en civil parish i Bath and North East Somerset i Storbritannien.   Den ligger i grevskapet Somerset och riksdelen England, i den södra delen av landet, 160 km väster om huvudstaden London. Antalet invånare är 502.